# 達利尼琴
46°24′23″N 29°40′48″E / 46.40639°N 29.68000°E
達利尼琴（烏克蘭語：Дальнічень）是位於烏克蘭西南部的村莊，由敖德萨州裡比爾霍羅德-德涅斯特羅夫斯基區的舊科扎切市鎮負責管轄。該村始建於1824年，面積1.09平方公里，2001年人口366，人口密度每平方公里335.78人。